# Daan Admiraal
Daan Admiraal (Eindhoven, 11 april 1949 - Müstair, 22 juli 2018) was een Nederlandse dirigent.

## Opleiding
Na zijn gymnasium-β-opleiding studeerde hij hobo aan het Amsterdamsch Conservatorium bij Cees van der Kraan. Hij studeerde af in 1973. Hij ontving in 1974 de Zilveren Vriendenkrans, een prijs van de Vrienden van het Concertgebouw, en in 1976 de Prix d'Excellence. Zijn eerste orkestervaring deed hij tijdens zijn studie op in het Concertgebouworkest. Al tijdens zijn studietijd, van 1971 tot 1974, was hij solo-hoboïst van het Gelders Orkest. Daarna werkte Admiraal een aantal jaar als freelance hoboïst bij de grote Nederlandse orkesten. In 1978 soleerde hij bij het Nederlands Studenten Orkest in het hoboconcert van Mozart.
In 1979 sloot hij zijn studie orkestdirectie af bij Louis Stotijn op het Koninklijk Conservatorium in Den Haag, waarna hij nog enige tijd lessen volgde bij de Russische dirigent Kirill Kondrasjin. In 1980 nam hij deel aan de dirigentencursus van de NOS, waar hij tot de finalisten behoorde.

## Orkestdirigent
Daan Admiraal was dirigent van twee grote studentenorkesten. Van 1976 tot 2018 was hij vaste dirigent van het VU-Orkest in Amsterdam, en vanaf de oprichting in 1991 ook van het VU-Kamerorkest. In 1981 werd hij dirigent van het koor en het symfonieorkest van Krashna Musika in Delft. In 1993 stopte hij met het koor van Krashna, omdat hij benoemd werd tot dirigent van Philharmonisch koor Toonkunst Rotterdam. Verder dirigeerde hij diverse andere orkesten en was hij actief als pedagoog. Daarnaast was Admiraal sinds de oprichting in 1999 vaste dirigent van de Philharmonie.
Naast zijn vaste orkesten heeft Daan Admiraal ook veel andere orkesten gedirigeerd: het Nederlands Studenten Kamerorkest (Nesko; van 1985 tot 1996), het Limburgs Symfonie Orkest, Het Gelders Orkest, I Fiamminghi, het Rotterdams Philharmonisch Orkest, de Virtuosi Pragenses, het Concertgebouw Kamerorkest en de barokorkesten Concerto d’Amsterdam en In Styl Moderno.
Begin 2007 vierde Krashna Musika met twee concerten het 25-jarig jubileum van Daan Admiraal als dirigent van het orkest. Bij deze concerten dirigeerde Admiraal een door hemzelf gekozen Nederlands programma. Dit programma bestond onder andere uit de Eerste symfonie van Otto Ketting en Arcade van Tristan Keuris.

## Koordirigent
Van 1993 tot voorjaar 2008 was Admiraal dirigent en artistiek leider van Philharmonisch Koor Toonkunst Rotterdam. Bij Toonkunst stond hij zowel voor het grote Philharmonisch Koor als het kamerkoor.
Van 2008 tot zijn overlijden was Admiraal tevens dirigent van het Haags Toonkunst Koor.

## Pedagoog
Admiraal was docent bij de jaarlijkse Kurt Thomascursus voor koordirigenten.